# Nomenclature FCI

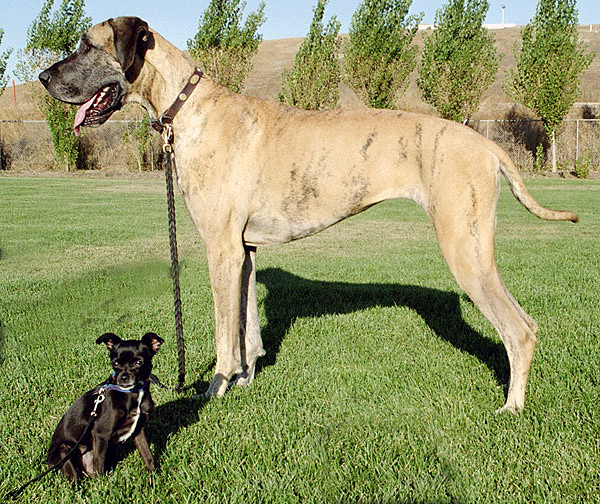
Un petit chien et un grand chien

La nomenclature FCI (Fédération cynologique internationale) sert à un meilleur classement des races de chiens. L'ensemble des races est divisé en dix groupes, eux-mêmes subdivisés en sections où se trouve la race du chien. Chaque race a de plus un numéro, la désignant de manière unique.
Par exemple, le Beauceron se trouve dans le groupe 1, section 1 et porte le n° 44 ; le Cane Corso est dans le groupe 2, section 2-1 (Molossoïdes). La nomenclature des races F.C.I. est un classement scientifique international basé sur le type et l'utilisation du chien.

## Groupes

### Groupe 1
Contient tous les chiens de berger et de bouvier (sauf chiens de bouvier suisses qui sont dans le groupe 2, section 3).
- Section 1 : les chiens de berger, parmi lesquels on trouve le Malinois (n° 15 c), le Beauceron (n° 44), le border collie (n° 297)… 
Le « c » après le 15 (n° du Malinois) désigne une sous-catégorie de la race n° 15 : celle-ci regroupe plusieurs formes de chiens de berger belges, « a » désigne le Groenendael, « b » le Laekenois…
- Section 2 : les chiens de bouvier à l'exception des chiens de bouvier suisses.

### Groupe 2
- Section 1 Type Pinscher et Schnauzer avec deux sous-sections,
  - sous-section 1.1 pour les Pinscher, 
Une race donnée peut encore être sous-divisée. Par exemple, le n°185a (Groupe 2, Section 1.1) correspond au Zwergpinscher ou Pinscher nain en français.
  - sous-section 1.2 pour les Schnauzer
  - sous-section 1.3 pour les Smous (Smous des Pays-Bas)
  - sous-section 1.4 pour les Terriers noires (Terrier noir russe)
- Section 2 : les Molossoïdes. 
  - la sous section 2.1 correspondant au chien de type Dogue avec Cane Corso, Dogue argentin, Dogue allemand, Bulldog… mais aussi le Deutscher Boxer
  - la sous-section 2.2 correspondant au chien de type montagne avec le Terre-neuve, le Chien de montagne des Pyrénées…
- Section 3 : Les chiens de montagne et bouviers suisse comme le Bouvier bernois.

### Groupe 3
C'est le groupe des terriers. 
- Section 1 : les terriers de grande et moyenne taille avec Terrier brésilien, Airedale Terrier, Terrier de chasse allemand…
- Section 2 : les terriers de petite taille avec Terrier japonais, Terrier Tchèque, Terrier écossais…
- Section 3 : les terriers de type bull avec American Staffordshire Terrier, Bull Terrier miniature…
- Section 4 : les terriers d'agrément avec Yorkshire Terrier, Terrier australien à poil soyeux, Terrier anglais d'agrément noir et feu…

### Groupe 4
C'est le groupe dédié aux teckels.

### Groupe 5
Tous les chiens dit primitifs et/ou chiens de type Spitz.
- Section 1 : Les chiens nordiques de traîneau (les Huskys, Malamute, Samoyède…).
- Section 2 : Les chiens nordiques de chasse (Chien d'élan suédois, et Norvégien).
- Section 3 : Les chiens nordiques de garde et de berger (Berger finnois de Laponie, Buhund norvégien, Chien de berger islandais…).
- Section 4 : Les Spitzs européens (Spitz loup, Volpino italien…)
- Section 5 : Spitzs asiatiques et races apparentés (Chow-Chow, Eurasier, Jindo coréen…)
- Section 6 : Type primitif (Chien nu mexicain, Chien du Pharaon, Basenji…)
- Section 7 : Type primitif chien de chasse (Cursinu, Chien de garenne portugais, Chien de Taïwan, Chien thaïlandais à crête dorsale…).

### Groupe 6
Le nom de ce groupe est celui de toutes les sections qui suivent. On y trouve de nombreux chiens de chasse.
- Section 1 : C’est l’une des plus grandes, on y retrouve les chiens courants (English Foxhound, Basset hound, Beagle, …), chiens ayant des tailles, des formes et des pelages différents donnant naissance à beaucoup de sous-sections.
- Section 2 : Chien de recherche au sang (Basset des Alpes, Chien de rouge de Hanovre…).
- Section 3 : Autres races apparentées ; le Dalmatien par exemple.

### Groupe 7
Les chiens d’arrêt 
- Section 1 : Les chiens d’arrêt continentaux contenant les braques, des épagneuls …
  - la sous-section 1.1 correspondant au chien de type Braque avec Braque de Weimar, Chien d'arrêt portugais, Braque slovaque à poil dur…
  - la sous-section 1.2 correspondant au chien de type Epagneul avec Chien d'arrêt frison, Chien de perdrix de Drente, Petit épagneul de Münster…
  - la sous-section 1.3 correspondant au chien de type Griffon avec Spinone, Barbu tchèque…
- Section 2 : Les chiens d’arrêt britanniques et irlandais regroupant les setters et les pointers
  - sous-section 2.1 pour les pointers
  - sous-section 2.2. pour les Setters

### Groupe 8
Grande famille regroupant :
- Section 1 : les chiens rapporteurs de gibiers avec notamment les Retrievers (Retriever de la Nouvelle-Écosse, Retriever de la baie de Chesapeake, Retriever à poil bouclé…).
- Section 2 : Les chiens leveurs de gibiers et broussailleurs (Cocker, Springer, Chien d'oysel allemand…)
- Section 3 : Les chiens d’eau (Barbet, Chien d'eau romagnol, Chien d'eau frison…)

### Groupe 9
Les chiens d’agrément et apparentés
- Section 1 : les Bichons et apparentés
  - sous-section 1.1 pour les Bichons (Bichon maltais, Bichon havanais…)
  - sous-section 1.2 pour les Coton de Tuléar
  - sous-section 1.3 pour les Petit chien lion
- Section 2 : les Caniches (toy, nain, moyen et grand)
- Section 3 : les chiens belges de petits formats
  - sous-section 3.1 pour les Griffons, dont les Griffon belge et Griffon bruxellois
  - sous-section 3.2 pour les Petit brabançon
- Section 4 : les chiens nus dont les chiens chinois à crête
- Section 5 : les chiens du Tibet dont les Shih Tzu, Terrier tibétain…
- Section 6 : les Chihuahueño dont les Chihuahua
- Section 7 : les Épagneuls anglais d'agrément dont les Cavalier King Charles Spaniel et Épagneul King Charles
- Section 8 : les Épagneuls japonais et pékinois
- Section 9 : les Épagneuls nains continentaux et les petits chiens russes
- Section 10 : les Kromfohrländer
- Section 11 : les Molossoïdes de petit format dont les Bouledogue français, Carlin…

### Groupe 10
Les lévriers
- Section 1 : Lévriers à poil long ou frangé (Saluki, Barzoï…).
- Section 2 : Lévriers à poil dur (Lévrier irlandais et Deerhound).
- Section 3 : Lévriers à poil court (Lévrier espagnol, Levrette d'Italie, Azawakh…).